# Koronowo
Koronowo é um município da Polônia, na voivodia da Cujávia-Pomerânia e no condado de Bydgoszcz. Estende-se por uma área de 28,18 km², com 11 230 habitantes, segundo os censos de 2017, com uma densidade de 398,9  hab/km².